# Березовский, Роман Анатольевич
Рома́н Анато́льевич Березо́вский (арм. Ռոման Անատոլիի Բերեզովսկի; 5 августа 1974, Ереван, СССР) — советский, армянский и российский футболист, вратарь, тренер. Известен по выступлениям за петербургский «Зенит», «Химки», московские «Динамо» и «Торпедо», а также национальную сборную Армении, в которой был капитаном. Занимает 4-е место по количеству сыгранных матчей (313) и 7-е место по матчам «на ноль» (103) в истории чемпионатов России.

## Ранние годы
Родители Романа познакомились на острове Шпицберген, где вместе работали. Позже они переехали в Ереван, где им дали работу и предоставили квартиру. Роман с детства мечтал стать футболистом.

## Клубная карьера

### Начало карьеры
Начал профессиональною карьеру в 1991 году в первенстве СССР. Первым клубом в его карьере был «Кошкагорц», боровшийся за право выступать во второй лиге. Несмотря на то, что шестнадцатилетний Березовский был самым молодым игроком команды, он сумел стать в ней основным вратарём. В первом чемпионате Армении он начал сезон в «Шенгавите», а закончил в «Сюнике». Оборона «Сюника» была крайне слабой, в результате чего Березовский за 13 матчей пропустил 30 голов.
Из-за сложной экономической ситуации в Армении и невозможности заработать себе на жизнь футболом в Ереване Березовский после завершения сезона переехал в Санкт-Петербург. Почти год он жил у знакомых, нигде не работал, но играл в первенстве города, откуда был приглашён в местный «Космос-Кировец», выступавший во второй лиге. Хотя команда тогда находилась на грани развала, особого выбора у Березовского не было. Он отыграл за «Космос-Кировец» сезон, в том числе участвовал в матче против дубля «Зенита». На Березовского обратил внимание тренер этого клуба Вячеслав Мельников и пригласил в команду.

### «Зенит» (Санкт-Петербург)
В 1994 году Березовский подписал контракт с «Зенитом». Однако скоро Мельникова в должности главного тренера сменил Павел Садырин, который особо не присматривался к молодому вратарю на тренировках и в начале 1995 года отдал его в аренду клубу «Сатурн-1991». Уже после первого круга Садырин вернул Березовского в команду, где тот сперва стал третьим вратарём, а под конец сезона получил шанс проявить себя в основном составе.
В ноябре 1996 года состоялся памятный матч «Зенита» с московским «Спартаком». Две грубые ошибки Березовского позволили «Спартаку» победить, догнать в первенстве владикавказскую «Аланию» и завоевать золотые медали чемпионата России. Через полтора года бывший нападающий «Зенита» Сергей Дмитриев дал резонансное интервью, в котором заявил, что матч со «Спартаком» был договорным. Вскоре к скандальному обсуждению в прессе присоединился Павел Садырин, в то время уже тренировавший ЦСКА, который, ссылаясь на игроков «Зенита», прямо заявил, что игру сдал Березовский по указанию Виталия Мутко. Садырин вскоре отказался от своих слов, а с Березовского были сняты все обвинения.
Березовский тяжело переживал ошибки в матче со «Спартаком» и обрушившуюся на него затем критику, но ему помог преодолеть тяжёлый период в карьере новый тренер «Зенита» Анатолий Бышовец, заявлявший, что Березовский талантом не уступает известным вратарям Дмитрию Харину, Станиславу Черчесову и Александру Уварову. При Бышовце Березовский два сезона отыграл без замен. Когда на смену Бышовцу пришли Анатолий Давыдов и Юрий Морозов, вратарю вновь пришлось доказывать своё право играть в основном составе. При Морозове вратарям приходилось играть до первой серьёзной ошибки, из-за чего Березовский, считавший, что конкуренция между вратарями идёт им только во вред, не демонстрировал былой уверенной игры. В 1999 году в «Зените» начал играть вратарь местной школы Вячеслав Малафеев, который вместе с пришедшим через год Дмитрием Бородиным постепенно вытеснил Березовского из состава.
В 2000 году Березовский был близок к переходу во французский «Сент-Этьен», который он сам выбрал из десятка предложенных вариантов. В апреле прошёл во Франции медосмотр и подписал предварительный контракт, клубы согласовали между собой условия сделки на сумму 1,8 млн долларов. Но летом Березовский отказался от перехода. Сам он утверждает, что заподозрил французскую сторону в махинациях, в частности, контракт требовал от него получения греческого паспорта, поскольку разрешалось иметь в заявке только трёх игроков, не представляющих страны Евросоюза. Президент «Сент-Этьена» Ален Бомпар заявил, что футболист постоянно требовал более высокую зарплату, и назвал Березовского шантажистом. Виталий Мутко называл сделку выходной для всех сторон. В итоге вместо Березовского в «Сент-Этьен» поехал Максим Левицкий, для которого история с поддельным греческим паспортом едва не закончилась тюрьмой.
За пять лет, проведённых в «Зените», Березовский сыграл в 118 играх и пропустил в них 110 мячей, выиграл Кубок России. Занял третье место в списке 33 лучших футболистов чемпионата России и получил звание «Лучший вратарь чемпионата России» по оценкам «Спорт-Экспресса». Последний матч за «Зенит» провёл 1 октября 2000 года против московского «Локомотива» (1:2).

### Московские «Торпедо» и «Динамо»
В межсезонье 2000—2001 Березовский перешёл в московское «Торпедо», с которым заключил контракт на год. Сезон вышел неудачным — он часто допускал ошибки, а тренер Виталий Шевченко не доверял ему в полной мере.
В следующее межсезонье интерес к Березовскому со стороны российских клубов был невелик, предложение ему сделало лишь московское «Динамо», которому нужен был опытный и надёжный вратарь. Березовский подписал контракт с клубом на четыре года. Со клубом трофеев не выиграл, провёл 88 игр. 30 июня 2003 года сыграл за сборную легионеров чемпионата России.

### «Химки»

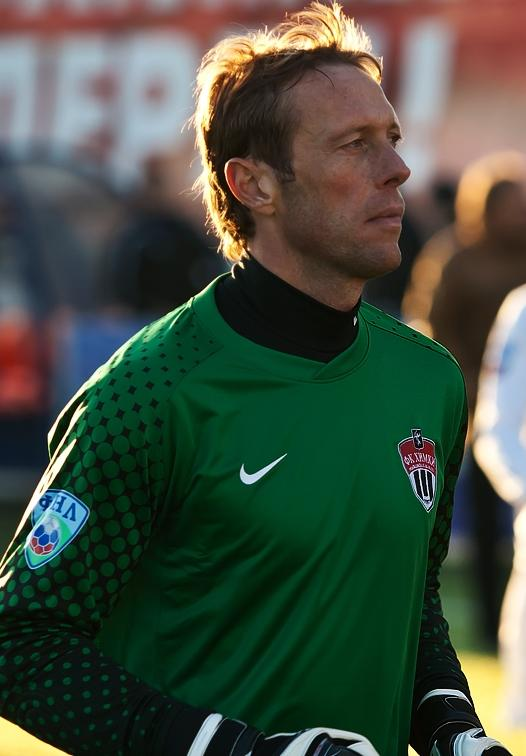
Березовский в составе «Химок» (2011)

В 2006 году Березовский перешёл в «Химки». С ним клуб выиграл путёвку в премьер-лигу и на четыре сезона закрепился в ней. За этот период Березовский занял 3-е место среди вратарей по количеству сухих матчей в чемпионатах России, 1-е место среди вратарей по количеству пропущенных мячей в чемпионатах России и стал рекордсменом в советском и российском футболе по количеству отражённых пенальти. Стал 26-м членом «Клуба Льва Яшина». Матч с «Амкаром», выигранный химчанами со счётом 2:0, стал его сотой «сухой» игрой. 15 апреля 2008 года был избран капитаном ФК «Химки». 27 декабря 2010 года подписал новый, годичный, контракт с клубом.

### Возвращение в «Динамо»
2 февраля 2012 года подписал контракт с московским «Динамо». Дебютировал в матче против «Анжи», в котором пропустил 1 гол. 3 августа в матче против «Терека» (1:0) записал на свой счёт «сухой» матч, который стал для него сотым в чемпионатах России.

## Карьера в сборной
Впервые за национальную сборную Армении Березовский сыграл 31 августа 1996 года в домашнем матче отборочного турнира чемпионата мира 1998 против команды Португалии (0:0).
11 октября 2011 года он стал участником скандального эпизода, когда в последнем матче отборочного турнира чемпионата Европы 2012 года против сборной Ирландии испанский судья Эдуардо Итурральде Гонсалес на 26-й минуте удалил Березовского за фол последней надежды, посчитав, что тот сыграл руками вне пределов штрафной площади. На самом же деле ирландский нападающий Саймон Кокс подыграл себе рукой, после чего мяч попал Березовскому в грудь. Эта судейская ошибка отрицательно сказалась на игре армянской сборной, которая проиграла со счётом 1:2 и лишилась шанса занять второе место в группе.
13 июня 2015 года в домашнем матче со сборной Португалии Березовский сыграл свой последний полный матч за сборную (2:3). 25 марта 2016 года провёл прощальный, 94-й матч, за сборную Армении против команды Беларуси (0:0) — вышел в стартовом составе и на 8-й минуте был заменён на Арсена Бегларяна.

## Стиль игры
Во время матчей часто делал выговор своим защитникам за ошибки.

## Тренерская карьера
После окончания сезона чемпионата России 2014/15 и окончания действия контракта с «Динамо» Березовский получил предложение от ереванского «Пюника». Позже — 12 июня 2015 — «Динамо» предложило ему войти в тренерский штаб команды. 14 июля 2015 года вошёл в тренерский штаб нового главного тренера «Динамо» — Андрея Кобелева. В июне 2016 года вошёл в тренерский штаб Юрия Калитвинцева в «Динамо». В октябре 2017 года после увольнения Калитвинцева вошёл в тренерский штаб Николая Ковардаева в молодёжной команде «Динамо».
С июня 2019 года — в тренерском штабе ФК «Сочи». С 20 ноября по 8 декабря 2019 года, до назначения Владимира Федотова — исполняющий обязанности главного тренера после ухода Александра Точилина.
8 января 2020 года стал главным тренером ереванского «Пюника». Под его руководством клуб не смог закончить сезон в зоне еврокубков, обосновавшись на 8-м месте. После завершения сезона руководство клуба приняло решение уволить Березовского по обоюдному согласию сторон. С июля 2020 года — тренер вратарей сборной Армении.

## Достижения
В качестве игрока
«Зенит»
- Обладатель Кубка России (1): 1998/1999

«Химки»
- Победитель первого дивизиона первенства России: 2006.

Личные
- В списке 33 лучших футболистов чемпионата России (1): № 3 — 1999.
- Лучший вратарь чемпионата России по оценкам «Спорт-Экспресса»: 1997 (ср. оценка — 6,26).
- 19 июня 2008 года стал рекордсменом в советском и российском футболе по количеству отражённых пенальти (14)[9].
- Член Клуба Льва Яшина.
- Член Клуба Леонида Иванова (51 сухой матч за «Зенит» и 7 за сборную Армении)[27].